# San Marino i olympiska vinterspelen 2018
San Marino deltog i de olympiska vinterspelen 2018 i Pyeongchang, Sydkorea, med en trupp på en atlet (en man) fördelat på en sport.
Vid invigningsceremonin bars San Marinos flagga av alpina skidåkaren Alessandro Mariotti.